# Franck Piccard
Franck Piccard (Les Saisies, 17 de septiembre de 1964) es un deportista francés que compitió en esquí alpino; campeón olímpico en Calgary 1988. Su hermana Leïla compitió en el mismo deporte.

## Trayectoria
Participó en cuatro Juegos Olímpicos de Invierno, entre los años 1984 y 1994, obteniendo tres medallas, dos en Calgary 1988, oro en supergigante y bronce en decenso, y una de plata en Albertville 1992, en la prueba de descenso.
Ganó una medalla de bronce en el Campeonato Mundial de Esquí Alpino de 1991, en el supergigante. En la Copa del Mundo consiguió cuatro victorias y once podios en total.
En 1992 fue nombrado oficial de la Legión de Honor.

## Palmarés internacional
| Juegos Olímpicos   | Juegos Olímpicos               | Juegos Olímpicos  | Juegos Olímpicos |
| Año                | Lugar                          | Medalla           | Prueba           |
| ------------------ | ------------------------------ | ----------------- | ---------------- |
| 1988               | Calgary (Canadá)               | Medalla de oro    | Supergigante     |
| 1988               | Calgary (Canadá)               | Medalla de bronce | Descenso         |
| 1992               | Albertville (Francia)          | Medalla de plata  | Descenso         |
| Campeonato Mundial |                                |                   |                  |
| Año                | Lugar                          | Medalla           | Prueba           |
| 1991               | Saalbach-Hinterglemm (Austria) | Medalla de bronce | Supergigante     |